# شورهام، کنت
شورهام (به انگلیسی: Shoreham) یک روستا و محله مدنی در بریتانیا است که در Sevenoaks واقع شده‌است. شورهام ۲٬۰۴۱ نفر جمعیت دارد.